# 愛陽みち
愛陽 みち（まなひ みち、1月14日 - ）は、宝塚歌劇団雪組に所属する娘役。
神奈川県逗子市、清泉女学院出身。身長162cm。愛称は「みち」。

## 来歴
2016年4月、宝塚音楽学校入学。
2018年4月、宝塚歌劇団に104期生として入団。入団時の成績は9番。星組宝塚大劇場公演『ANOTHER WORLD／Killer Rouge』で初舞台。

## 主な舞台

### 初舞台公演
- 2018年4月～6月、 『ANOTHER WORLD／Killer Rouge』（宝塚大劇場のみ）

### 雪組配属後
- 2018年11月～2019年2月、『ファントム』
- 2019年10月、『ハリウッド・ゴシップ』（KAAT神奈川芸術劇場・ドラマシティ）
- 2020年1 - 3月、『ONCE UPON A TIME IN AMERICA（ワンス アポン ア タイム イン アメリカ）』
- 2020年8 - 9月、『炎のボレロ』『Music Revolution!-New Spirit-』（梅田芸術劇場）
- 2021年1 - 4月、『fff-フォルティッシッシモ-』『シルクロード〜盗賊と宝石〜』
- 2021年5 - 6月、『ほんものの魔法使』（バウホール・KAAT神奈川芸術劇場）
- 2021年8 - 11月、『CITY HUNTER』 - 新人公演：名取かずえ（本役：華蓮エミリ）『Fire Fever!』
- 2022年3 - 6月、『夢介千両みやげ』 - 新人公演：お糸【蕎麦屋の娘で春駒の付き人】（本役：夢白あや）『Sensational!』
- 2022年7 - 8月、『心中・恋の大和路』（ドラマシティ・日本青年館） - 遊女・千代歳
- 2022年10 - 12月、『蒼穹の昴』 - 新人公演：ミセス・チャン（本役：夢白あや）
- 2023年2 - 3月、『BONNIE & CLYDE』（御園座） - ボニー役（少女時代）
- 2023年4 - 7月、『Lilac（ライラック）の夢路』 - 新人公演：ディートリンデ［銀行家の娘］（本役：野々花ひまり）『ジュエル・ド・パリ!!』
- 2023年8 - 9月、『愛するには短すぎる』『ジュエル・ド・パリ!!』（全国ツアー）
- 2023年12 - 2024年2月、『ボイルド・ドイル・オンザ・トイル・トレイル』 - ミッツィ、新人公演：メアリ・ドイル（本役：妃華ゆきの）『FROZEN HOLIDAY（フローズン・ホリデイ）』
- 2024年4 - 5月、『ALL BY MYSELF』（相模女子大学グリーンホール・NHK大阪ホール）
- 2024年7 - 10月、『ベルサイユのばら-フェルゼン編-』 - ロミー、新人公演：カロンヌ夫人（本役：愛すみれ）／農民の女（本役：琴峰紗あら）
- 2024年12 - 2025年1月、『FORMOSA!!（フォルモサ）』（ドラマシティ・KAAT神奈川芸術劇場） - アナベル／皇妃［バー・メイド／空想上の皇妃］
- 2025年3 - 6月、『ROBIN THE HERO』 -エレノア（過去） 、新人公演：エレノア（カスティーリャ王妃）（本役：妃華ゆきの）『オーヴァチュア!』
- 2025年8月、『ステップ・バイ・ミー』（宝塚バウホール） - サラ
- 2025年11 - 2026年2月、『ボー・ブランメル〜美しすぎた男〜』『Prayer〜祈り〜』